# Ammapettai (Erode)
Ammapettai es una ciudad y nagar Panchayat situada en el distrito de Erode en el estado de Tamil Nadu (India). Su población es de 9677 habitantes (2011).

## Demografía
Según el censo de 2011 la población de Ammapettai era de 9677 habitantes, de los cuales 4879 eran hombres y 4798 eran mujeres. Ammapettai tiene una tasa media de alfabetización del 69,91%, inferior a la media estatal del 80,09%: la alfabetización masculina es del 78,54%, y la alfabetización femenina del 61,04%.